# Hermann Biow
Carl Hermann Biow (geboren 1803 in Breslau, andere Quellen geben irrtümlich 1810/1811 an; gestorben 20. Februar 1850 in Dresden) war ein deutscher Daguerreotypist in der Frühzeit der Fotografie.

## Leben

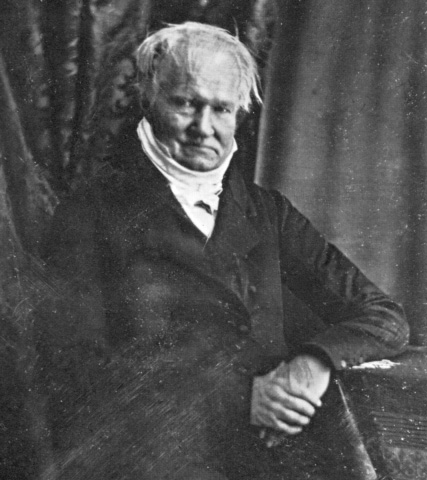
Hermann Biow: Porträt Alexander von Humboldts, 1847

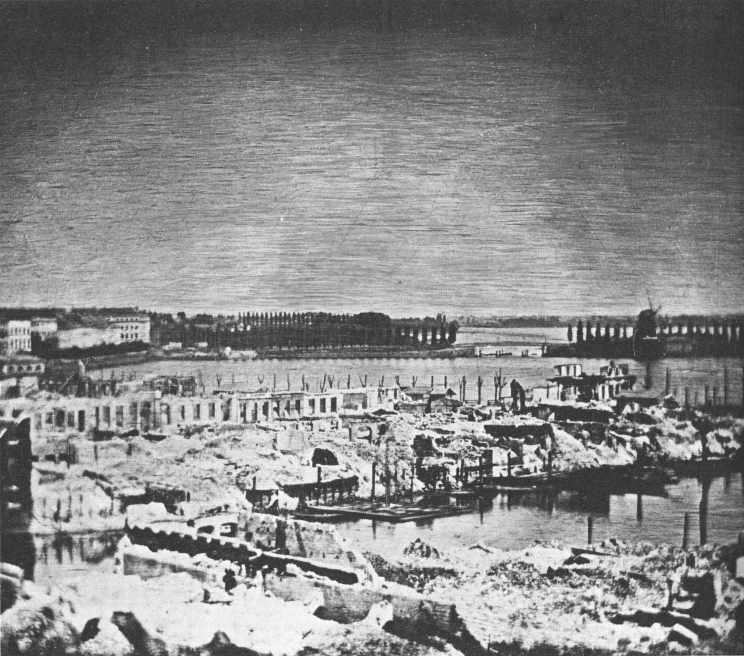
Die Zerstörungen des Hamburger Brandes von 1842 an Jungfernstieg und Kleiner Alster. Blick vom Dach der Börse Richtung Lombardsbrücke.

Biow war der Sohn des jüdischen Malers Raphael Biow und der Rahel (Resel), genannt Rosalie Biow, geb. Scholin. Über seinen Ausbildungsgang ist wenig bekannt; dass er „keine biografischen Nachschriften von sich mittheilen“ wollte, konstatiert bereits kurz nach seinem Tod das Lexikon der hamburgischen Schriftsteller von 1851.
Biow arbeitete zunächst als Maler und Schriftsteller. Er hatte vermutlich schon eine Weile in Hamburg gelebt, bevor er sich der Daguerreotypie zuwandte. 1836 lebte er als Maler und Lithograph in Berlin. Im Juli 1837 traf er aus Breslau in Hamburg ein. 1838 veröffentlichte er eine biografische Skizze über den Geiger Ole Bull in Altona. Zwei weitere Texte wurden im gleichen Jahr von der „Herold‘schen Buchhandlung“ herausgebracht, deren Inhaber wie Biow aus Breslau stammten. Biow schrieb ebenso anonyme Theaterkritiken in den „Originalien“. Es waren die letzten Jahre des über die Grenzen Hamburgs hinaus bekannten Friedrich Ludwig Schmidt als Theaterdirektor am Stadt-Theater.
Einen Monat nach der Veröffentlichung des Patentes von Daguerre im August 1839 wurde in den Ausgaben Nr. 29 des Allgemeinen Polytechnischen Journals vom 14. September und Nr. 30 vom 21. September 1839 in einem Artikel unter dem Titel: „Das Daguerrotyp und Liepmann’s Oelbilderdruck“ das Verfahren ausführlich dargestellt. Herausgeber und Hauptredakteur war der in Hamburg lebende Johannes Andreas Romberg (1806–1868), der 1835 einen Entwurf für eine polytechnische Schule vorgelegt hatte. Romberg ließ bei Ludwig Wilhelm Anthes in Hamburg drucken. Bereits zwei Monate später, im Oktober 1839, gelang es in Hamburg dem Mechaniker Rudolph Koppel, Daguerreotypien herzustellen. Interessanterweise stellte Wilhelm Weimar in seinem Aufsatz „Die Daguerreotypie in Hamburg“ keinerlei Überlegungen oder Vermutungen an, wo und wie Hermann Biow mit der Handhabung der Daguerreotypie vertraut gemacht wurde. Gegen Ende des Jahres 1839 werden in der Kunsthandlung der Gebrüder Spiro in der Bleichenbrücke und bei dem Optiker Edmund Gabory die ersten Daguerreotypien aus Paris ausgestellt.
Hermann Biow eröffnete am 15. September 1841 sein Atelier in Altona. Ab Mai 1843 war Biows Atelier im Neuen Wall 24 (später 52). In dem Bericht von Wilhelm Weimar über Hermann Biow sind nur sehr spärliche Informationen zu den Räumlichkeiten seines Ateliers im Neuen Wall/Ecke Bleichenbrücke zu entdecken. Weimar erwähnte zwar Biows Anzeige vom 12. Mai 1843 von der Eröffnung „meines neuerbauten Daguerreotyp-Ateliers“, machte aber keine Ausführungen, welche baulichen Maßnahmen vorgenommen worden waren. Rüdiger Articus verwies auf eine zeitgenössische Lithographie von Charles Fuchs, die das neuerrichtete vier geschossige Gebäude mit einem flachen Dach abbildete. Auch die Örtlichkeit, an der die Aufnahmen durchgeführt werden sollten, wurde von Weimar an keiner Stelle beschrieben. Eine gelungene Daguerreotypie setzte voraus, dass hinreichend viel Tageslicht von konstanter Intensität über eine Dauer von ca. 3 min zur Verfügung stand. Derartige Verhältnisse konnte man auf dem Dach eines Hauses oder im Freien (Garten) am ehesten finden. Articus vermutete, es handele sich dem Aussehen nach um ein „Glas- und Gewächshaus“. Der Hinweis in einer Anzeige, „an kälteren Nebeltagen sei die Lichtwirkung besser als klarer Sonnenschein“, kann darauf hindeuten, dass auf dem Dach daguerreotypisiert wurde. Als Dekoration reichten ein Vorhang als Hintergrund und ein Stuhl mit Tisch aus. Mit dem Begriff „Atelier“ könnten daher zunächst die Räumlichkeiten benannt worden sein, in denen alle weiteren notwendigen Arbeiten stattgefunden hatten (Zitat: „Das Atelier ist unverändert;… über dem optischen Laden der Herren Campbell’s Nachfolger.“)
Von September 1842 bis Ende März 1843 arbeitete Biow mit dem Fotografen Carl Ferdinand Stelzner in dem Dagurreotypie-Atelier Caffamacherreihe 32 zusammen. Ab 1845 lernte er seine Schwester Jenny Bossard-Biow als Daguerreotypistin an. Ab 1846 begab er sich auf Deutschlandreise. Im Juli zeigte er seine Rückkehr an. Während seiner Abwesenheit übernahm seine Schwester die Leitung des Ateliers. Während der Frankfurter Nationalversammlung porträtierte Biow zahlreiche Parlamentarier. Diese Porträts, die größtenteils auch lithografiert wurden, wurden im Herbst 1848 in Leipzig und ab April 1849 im sächsischen Kunstverein in Dresden ausgestellt. Während des Dresdner Maiaufstandes (3. bis 9. Mai 1849) wurde Biows neu gegründetes Atelier teilweise zerstört.
1850 starb Hermann Biow im Alter von 40 oder 45 Jahren in Dresden an einem Leberleiden, das möglicherweise auf das Einatmen von Quecksilberdämpfen bei der Herstellung der Daguerreotypien zurückzuführen ist.
Nach dem Tod Hermann Biows reklamierte laut Adressbucheintrag der „Daguerreotypist“ Peter Wilhelm Drenckhahn, „Biow’s Nachfolger“ zu sein. Es blieb bei einem Eintrag. Im Oktober 1852 hatte der ehemalige Offizier der schleswig-holsteinischen Armee August Mencke die Räumlichkeiten übernommen und zeigte als „Photographisches Institut“ an. 1856 übernahm der ehemalige Hauptmann Carl von Zeska für einige Jahre das Atelier. Bis zum Jahr 1898 lassen sich durchgehend Fotografen unter der Anschrift „Neuer Wall 52“ nachweisen.

## Werk
Biow wurde zu Lebzeiten durch seine Porträtfotografie bekannt. Er porträtierte Politiker, Prominente und wohlhabende Bürger, unter anderem Franz Liszt, Alexander von Humboldt, Karl August Varnhagen von Ense und Friedrich Wilhelm IV., die letzteren in Schloss Monbijou in der zweiten Jahreshälfte 1847 anlässlich seines Aufenthalts in Berlin. Auch für seine Parlamentarierporträts der ersten deutschen Nationalversammlung in der Paulskirche in Frankfurt 1848/49 ist er bekannt.
Heute wird Biow als Begründer der deutschen Dokumentarfotografie angesehen. Nach dem großen Hamburger Brand im Mai 1842 hatte er 46 Daguerreotypien von den Brandruinen angefertigt. Er bot sie dem Verein für Hamburgische Geschichte zum Kauf an, der allerdings die Kosten für zu hoch hielt. Bis auf drei Platten in Hamburger Museen ist der Verbleib heute unbekannt.
Anders als viele Zeitgenossen experimentierte Biow auch mit großformatigen Bildern (bis zu 32 × 26 cm).

## Werke
- Galerie berühmter Schlesier, Leukart, Breslau (1829), (5 Lithogr.: C[arl] F[ranz] v[an] d[e] Velde, Chr[istian] Frh. v. Wolff, Chr[istian] Garve, D[aniel] C[asper] v[on] Lohenstein, Chr[istian] Hoffmann v[on] Hoffmannswaldau)
- Synoptische Wandgemälde des Thierreichs nach Cuvier, Wandtafeln der Säugethiere, Herold, Lüneburg (1838) oder
- Synoptische Wandgemälde des Thierreichs nach Cuvier Classifikation entworfen, Wandtafeln der Säugethiere, Herold, Hamburg (1838), (Digitalisat einer Anzeige; ausführliche Beschreibung in F.A.W. Diesterweg (Hg.): Rheinische Blätter für Erziehung und Unterricht, Januar–Juni 1842, 25. Bd., Bädeker, Essen 1842, S. 358 ff. Digitalisat)
- Eine Künstlerheirath, in: Karl Eduard Rainold (Hg.): Erinnerungen an merkwürdige Gegenstände und Begebenheiten, verbunden mit erheiternden Erzählungen. 33. Jg., Prag 1853, S. 152 ff., Digitalisat, (Ebenso veröffentlicht im Egerer Anzeiger, Donnerstag, den 20. März 1862, Digitalisat)